# Pēteris Salkazanovs
Pēteris Salkazanovs (ur. 30 sierpnia 1956 w miejscowości Pededze w gminie Alūksne) – łotewski polityk, parlamentarzysta (1999–2002), minister rolnictwa w rządzie Vilisa Krištopansa (1999). 

## Życiorys
Jest synem Osetyjczyka i Łotyszki – ojciec był dyrektorem zakładu mleczarskiego w miejscowości Tirza, matka zaś sprzedawczynią. Kształcił się w szkole podstawowej w Tirzie, następnie w szkole średniej w Lejasciems. Po uzyskaniu egzaminu dojrzałości służył w armii radzieckiej. W 1983 ukończył studia w Łotewskiej Akademii Rolniczej w Jełgawie. Był II sekretarzem Komsomołu na uczelni. Po odejściu z uczelni pracował w Ministerstwie Rolnictwa Łotewskiej SRR, w kołchozie "Draudzība" (pol. Przyjaźń) w rejonie jełgawskim, zaś od 1987 był przewodniczącym Komitetu Wykonawczego Rady Deputowanych Ludowych gminy Sidrabene w rejonie jełgawskim. 
W 1988 zaangażował się w działalność w Łotewskim Froncie Ludowym, był także jednym z założycieli Łotewskiego Związku Samorządowego, przewodniczył jego Komisji Oświaty i Kultury. W styczniu 1999 uzyskał mandat posła na Sejm Republiki Łotewskiej VII kadencji z ramienia Łotewskiej Socjaldemokratycznej Partii Robotniczej, po tym jak jeden z członków LSDSP zrezygnował ze sprawowania obowiązków poselskich. Od lutego do lipca 1999 pełnił funkcję ministra rolnictwa w rządzie Vilisa Krištopansa tworzonym przez Łotewską Drogę, Nową Partię, TB/LNNK i LSDSP. Po dymisji rządu i opuszczeniu rządzącej koalicji przez socjaldemokratów powrócił do wykonywania pracy posła. W styczniu 2002 opuścił LSDSP, zakładając frakcję Związku Socjaldemokratycznego, w kwietniu 2002 stanął na jej czele. W marcu 2002 została utworzona partia Związek Socjaldemokratyczny (SDS). W wyborach z 2002 bez powodzenia ubiegał się o mandat poselski z ramienia SDS. W 2005 przystąpił do partii Nowi Demokraci (JD), z ramienia której ubiegał się o wybór do Sejmu. 
Żonaty z Ingą, mają dzieci: Jurisa, Artūrsa i Annę.